# Нахраван (канал)
34°31′17″ пн. ш. 43°47′03″ сх. д. / 34.52138889° пн. ш. 43.78416667° сх. д.
Канал Нахраван (араб. قناة النهروان) - провідна іригаційна система центрального Іраку, у межиріччі східних берегів Тигру та нижньої течії річки Діяла, створена в 6-му столітті, досягла свого піку за часів халіфату Аббасидів, коли Нахраван був головним джерелом водопостачання для Аббасидської столиці - Багдаду, водночас регіони що зрошував він, були головною житницею міста. Його руйнація у середині 10-го столітті і пізніше призвели до падіння халіфату Аббасидів.

## Історія

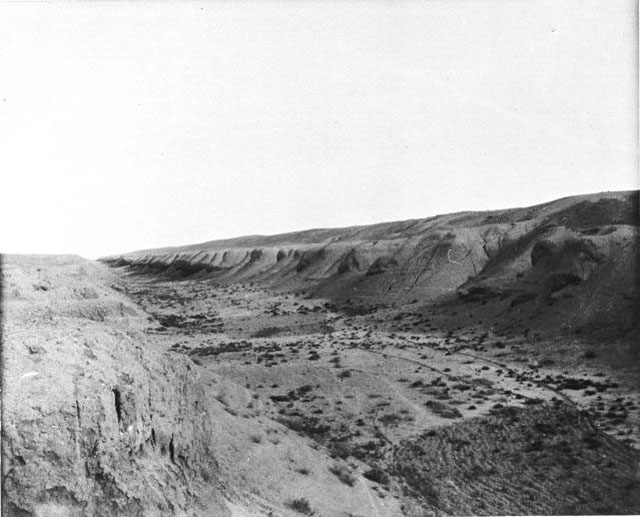
Сухе річище каналу Нахраван біля Самарра, сфотографовано Гертруда Белл у 1909

Перші іригаційні споруди були зведені вздовж річки Діяла за часів Парфянської імперії. Проте можливо, що нижня частина каналу Нахравн була спочатку нижньою течією Діяла  Мережу канала було створено за часів раннього середньовіччя, проте найбільшого розвитку мережа зазнала за часів правління Хосрова I (531-579).
На початку ісламських часів, місто Джиср аль-Нахраван що було розташовано серед каналів, було місцем битви 17 липня 658 між Алі і хариджитами під орудою Абдаллах ібн Вахб За часів ранніх халіфів, а саме за часів Аббасидів, що мали у Багдаді свою столицю, мережа каналів була відремонтована і розширена, досягаючи свого піка в IX і на початку Х століть. За часів Аббасидів регіон було розділено на три податкові округи, Верхній, Середній і Нижній Нахраван
Мережу було зруйновано в 937/8, під час повстання Баджкам проти ібн Ра'їк; останній намагався перешкодити просуванню Бажкама від Васит до Багдаду затопивши терен. Цей крок не зупинив Баджкама, але знищив сільське господарство регіону, що було перед цим житницею столиці Аббасидів  Х'ю Кеннеді пише: "руйнація каналу Нахраван було найяскравішим прикладом того часу, і це було символом кінця влади Аббасидів так само як руйнація греблі Мариб було кінцем процвітання доісламської південної Аравії" У нижній і середній течії Нахраван був повністю занедбаний протягом майже 14 років, доки династія Буїдів, а саме під орудою Ахмад ібн Бувайх відновили мережу. Проте, мережа каналів продовжувала зменшуватися в подальшому. Ще раз в 1140 році, то сельджуцький губернатор Біхруз спробував відновити її, але, за словами вченого 13-го століття Якут аль-Хамаві, чвари серед сельджуків ще раз призвели до руйнації мережі, через використання мережі як дорогу для пересування військ. За часів Якут аль-Хамаві, мережа каналів була заповнена мулом і для зрошення не використовувалась

## Опис

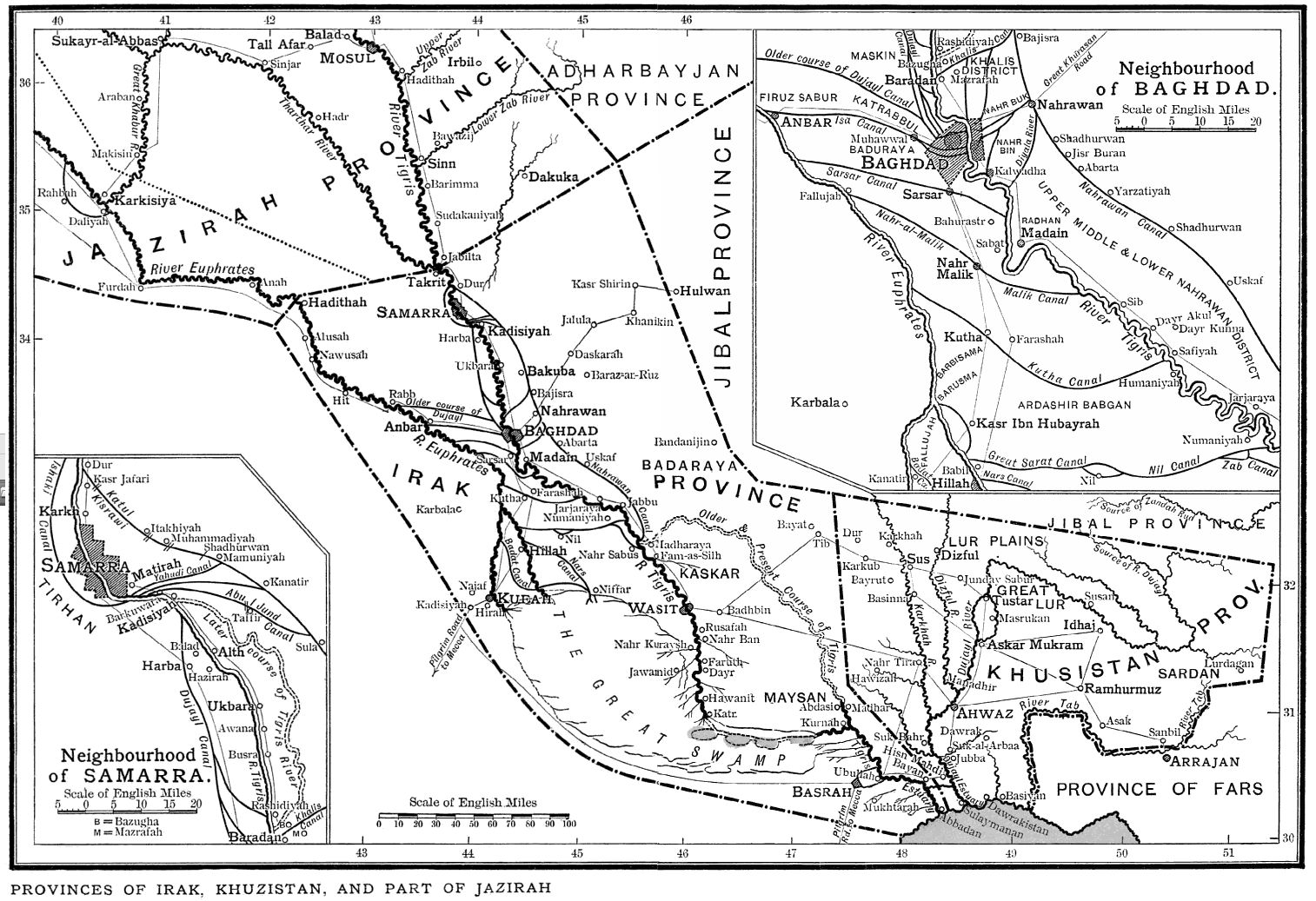
Мапа Іраку часів Аббасидів, на якій позначено канал Нахраван

За середньовіччя магістральний канал було розділено на три секції, детально описані географом 13-го століття Якут аль-Хамаві, в його «Муджам аль-булдан» (Словник країн). Твірний канал, під назвою аль-катул аль-Кісраві (al-katul al-Kisrawi - відгалуження Хосров) відводив воду з Тигру в Дур аль-Арабая поблизу Самарри та спрямовував її до Діяла у Баакуба. Нижче за течією, до нього впадали три менші канали прямуючі з Тигра:, Яхуди ("гебреї"), аль-Мамун, названо на честь халіфа аль-Мамуна (р. 813-833), і найбільший з трьох, Абу-л-Джунд ( "арка воїн"), побудовано під орудою Гаруна ар-Рашида (786-809 р.). 
Близько 20 км до півдня від впадіння Абу-л-Джунд стояло місто Салва або Баб Салва (Басалва), і трохи далі міста Баакуба, столиця району Верхній Нахраван, приблизно за 50 км до NNE від Багдада. Звідти, магістральний канал, тепер відомий як Тамарра, повертав на південь до міста Баджисра (спочатку Байт аль-Джиср, "Міст-будинок") і, нарешті досягав Джиср аль-Нахраван (міст через Нахраван), звідки він був відомий як власне Нахраван. Від Баджисра канал, Нахр аль-Халіс, з'єднував магістральний канал з Тигром у Барадані і постачав у східне передмістя Багдада воду, тоді як інший канал, Нахр-бін, з'єднував Джиср аль-Нахраван з Каллвада на південь від Багдада. На південь від Джиср аль-Нахраван був ще один канал, канал Діяла - сьогоденне річище однойменної річки - що впадав до Тигру близько 5 км на південь від Багдада. Власне Джиср аль-Нахраван було багатим містом, так як в цьому місці Хорасанський шлях, що з'єднував Багдад з Центральною Азією, перетинав канал. Місто простягалось по обидва боки каналу, на кожному боці зі своїми мечетями, ринками і караван-сараями для мандрівників і прочан. Місто було залишено у 14-му столітті, коли Хорсанський шлях став прямувати північніше через Баакуба
Нижче Джіср аль-Нахраван було побудовано, за часів Сасанідів, водозлив (Шадурван (Shadhurwan)), далі каналом розташовувались міста Джиср Буран/Пуран (найменовано на честь дружини аль-Мамуна), Ярзатія, Абарта, за цим містом існувала інша гребля, і далі місто Іскаф Бані Джунайд (Iskaf Bani Junayd), яке було поділено каналом на верхнє і нижнє місто Від Іскафу, канал прямував ще 100 км серед сильно культивованого ландшафту до впадіння у Тигр біля Мадхарая, поблизу сучасного міста Ель-Кут